# Кутузовский район (Куйбышевская область)
Кутузовский район — упразднённая административно-территориальная единица в составе Куйбышевского края и Куйбышевской области, существовавшая в 1935—1960 годах. Административный центр — село Зубовка.

## Население
По данным переписи 1939 года в Кутузовском районе проживало 29 570 чел., в том числе русские — 84,6 %, татары — 5,9 %, чуваши — 5,5 %, украинцы — 2,1 %, казахи — 1,0 %.

## История
Кутузовский район был образован в феврале 1935 года в составе Куйбышевского края (с декабря 1936 — области).
По данным 1945 года район включал 18 сельсоветов: Андреевский, Васильевский, Зубовский, Киевский, Красноярихинский, Красный Строитель, Кротовский, Красногородецкий, Липовский, Мамыковский, Ново-Файзуловский, Славкинский, Старо-Дмитриевский, Старо-Ивановский, Тенеевский, Чистовский, Шламский и Шпановский.
В 1960 году Кутузовский район был упразднён, а его территория передана в Кошкинский и Челно-Вершинский районы.